# Günter Müchler
Günter Müchler (* 25. Juli 1946 in Wuppertal) ist ein deutscher Journalist. Bis 2011 war er Programmdirektor des Deutschlandradios.

## Leben
Günter Müchler schloss ein ab 1967 in München absolviertes Studium der Politikwissenschaft, Neueren Geschichte und Zeitungswissenschaft 1973 mit der Promotion zum Dr. phil. ab. Seine Dissertation, 1976 erschienen, wurde 1985 erneut unter dem Titel Das Bündnisverhältnis von CDU und CSU veröffentlicht.
Von 1978 bis 1980 war er Redakteur bei der Deutschen Zeitung – Christ und Welt in Bonn, seit 1979 als deren Ressortchef für Innenpolitik. Nach dem Verkauf der Zeitung wechselte er zur Augsburger Allgemeinen, als deren Bonner Korrespondent er bis 1985 tätig war. Danach leitete er bis 1987 die für die Berichterstattung aus dem Parlament zuständige Redaktion der Kölnischen Rundschau in Bonn.
1987 wechselte er zum Hörfunk und wurde Leiter der Abteilung Aktuelles im Deutschlandfunk. 1989 wurde er Chefredakteur des Senders und Leiter der Hauptabteilung Politik und Zeitgeschehen. Seit Mai 1994 ist er Programmdirektor des Deutschlandfunks. Zum Mai 2004 übernahm er mit dem Ausscheiden von Gerda Hollunder die gleiche Funktion auch beim Schwesterprogramm Deutschlandradio Kultur. 2011 ging Müchler in den Ruhestand. Sein Nachfolger als Programmdirektor des Deutschlandradio ist Andreas-Peter Weber.
Müchler ist mit der Hörfunkjournalistin Ursula Welter verheiratet. Er hat mehrere Bücher zu historischen Themen verfasst.

## Preise
- 2008 Goldenen Prometheus als Hörfunkjournalist des Jahres, mit Dirk Planert

## Veröffentlichungen (Auswahl)
- CDU-CSU: das schwierige Bündnis. Vögel, München 1976, ISBN 3-920896-32-7, erneut veröffentlicht 1985.
- Gefragt: Heinrich Windelen. Interview mit Heinrich Windelen, Zirngibl, Bornheim 1986.
- Helmut Kohl: Kanzler der deutschen Einheit mit Klaus Hofmann, Presse- und Informationsamt der Bundesregierung, Bonn 1992.
- Wie ein treuer Spiegel: die Geschichte der Cotta’schen Allgemeinen Zeitung. Wissenschaftliche Buchgesellschaft, Darmstadt 1998, ISBN 3-534-13911-9.
- 1813. Napoleon, Metternich und das weltgeschichtliche Duell von Dresden. Theiss, Stuttgart 2012, ISBN 978-3-8062-2623-2.
- Napoleons hundert Tage. Eine Geschichte von Versuchung und Verrat. Theiss, Darmstadt 2014, ISBN 978-3-8062-2980-6.
- Napoleons Sohn. Biographie eines ungelebten Lebens. wbg Theiss, Darmstadt 2017, ISBN 978-3-8062-3487-9.
- Napoleon. Revolutionär auf dem Kaiserthron. wbg Theiss, Darmstadt 2019, ISBN 978-3-8062-3917-1.
- Das Gender-Diktat. Wie eine Minderheit unsere Sprache zerlegt. Aschendorff 2023, ISBN 978-3-402-24998-7.